# Parque eólico de El Marquesado
El parque eólico de El Marquesado, situado en la comarca de Guadix, Granada, España, era el segundo mayor parque eólico de Europa en potencia en el momento de su inauguración (febrero de 2008), con 198 MW de potencia instalada. 
El parque, construido por Iberdrola Renovables, significó una inversión de 250 millones de euros.